# Крехтино
Крехтино — деревня в муниципальном округе Егорьевск Московской области России.

## География
Деревня Крехтино расположена в восточной части муниципального округа Егорьевск, примерно в 25 километрах к юго-востоку от города Егорьевск. В 2 километрах к востоку от деревни протекает река Цна. Высота над уровнем моря 136 метров.

## История
На момент отмены крепостного права деревня принадлежала помещику Савёлову. После 1861 года деревня вошла в состав Починковской волости Егорьевского уезда. Приход находился в селе Починки.
В 1926 году деревня входила в Починковский сельсовет Починковской волости Егорьевского уезда.
До 1994 года Крехтино входило в состав Починковского сельсовета Егорьевского района, в 1994—2004 годы — Починковского сельского округа, а в 2004—2006 годы — Подрядниковского сельского округа. 
Входит в состав сельского поселения Юрцовское.

## Демография
В 1885 году в деревне проживало 617 человек, в 1905 году — 665 человек (327 мужчин, 338 женщин), в 1926 году — 612 человек (253 мужчины, 359 женщин). По переписи 2002 года — 37 человек (13 мужчин, 24 женщины). Население — 65 чел. (2010).
| 1859 | 1868 | 1885 | 1905 | 1926 | 2002 | 2006 |
| ---- | ---- | ---- | ---- | ---- | ---- | ---- |
| 463  | ↗485 | ↗617 | ↗665 | ↘612 | ↘37  | ↘30  |
| 2010 |      |      |      |      |      |      |
| ↗65  |      |      |      |      |      |      |